# Vicesecretario del Tesoro de los Estados Unidos
El vicesecretario del Tesoro de los Estados Unidos, llamado también Secretario adjunto o Subsecretario (en inglés: Deputy Secretary of the Treasury), es la segunda figura en el Departamento del Tesoro de los Estados Unidos, encargado de asesorar y asistir al Secretario del Tesoro en la supervisión y dirección del Departamento del Tesoro, y sustituye al Secretario en caso de ausencia o enfermedad. El vicesecretario juega un papel primordial en la formulación y ejecución de las políticas y programas del Tesoro. Además, es el único funcionario, aparte del Secretario, que puede firmar una orden del Tesoro, es decir, un documento que delega la autoridad que reside en el Secretario o en el Subsecretario a otro funcionario del Tesoro, establece la política del Tesoro y ordena la relación y supervisión de los funcionarios. Entre los exsecretarios adjuntos figuran Roger Altman, Lawrence Summers, Stuart E. Eizenstat, Kenneth W. Dam, y Samuel Bodman.
El cargo de vicesecretario(en inglés: Deputy Secretary) sustituyó en su día el de Subsecretario (en inglés: Under Secretary). Entre los que desempeñaron ese puesto destacan Dean Acheson, Henry Morgenthau Jr., John W. Hanes II y O. Max Gardner (1946-1947).
El vicesecretario anterior fue Justin Muzinich. El presidente Donald Trump anunció la nominación de Muzinich el 13 de febrero de 2018. La nominación fue confirmada por el Senado de los Estados Unidos con una votación de 55 votos contra 44.
El vicesecretarioactual es Wally Adeyemo, nombrado por la Administración Biden y es el primer vicesecretariodel Tesoro afroamericano.

## Secretarios adjuntos del Tesoro
| No. | Imagen                    | Nombre              | Inicio                   | Final                   | Secretario del Tesoro | Presidente     |
| --- | ------------------------- | ------------------- | ------------------------ | ----------------------- | --------------------- | -------------- |
| 1   |                           | R. T. McNamar       | 20 de enero de 1981      | 7 de octubre de 1985    | Donald Regan          | Ronald Reagan  |
| 1   | James Baker               | R. T. McNamar       | 20 de enero de 1981      | 7 de octubre de 1985    |                       | Ronald Reagan  |
| 2   |                           | Richard G. Darman   | 7 de octubre de 1985     | 28 de agosto de 1987    |                       | Ronald Reagan  |
| 3   |                           | M. Peter McPherson  | 15 de octubre de 1987    | 20 de enero de 1989     |                       | Ronald Reagan  |
| 3   | Nicholas F. Brady         | M. Peter McPherson  | 15 de octubre de 1987    | 20 de enero de 1989     |                       | Ronald Reagan  |
| 4   |                           | John E. Robson      | 20 de enero de 1989      | 30 de diciembre de 1992 | George H. W. Bush     |                |
| 5   |                           | Roger Altman        | 20 de enero de 1993      | 17 de agosto de 1994    | Lloyd Bentsen         | Bill Clinton   |
| 6   |                           | Frank N. Newman     | 28 de septiembre de 1994 | 5 de marzo de 1995      | Lloyd Bentsen         | Bill Clinton   |
| 6   | Robert Rubin              | Frank N. Newman     | 28 de septiembre de 1994 | 5 de marzo de 1995      |                       | Bill Clinton   |
| 7   |                           | Lawrence Summers    | 11 de marzo de 1995      | 2 de julio de 1999      |                       | Bill Clinton   |
| 8   |                           | Stuart E. Eizenstat | 16 de julio de 1999      | 20 de enero de 2001     |                       | Bill Clinton   |
| 8   | Lawrence Summers          | Stuart E. Eizenstat | 16 de julio de 1999      | 20 de enero de 2001     |                       | Bill Clinton   |
| 9   |                           | Kenneth W. Dam      | 20 de enero de 2001      | 13 de julio de 2004     | Paul H. O'Neill       | George W. Bush |
| 10  |                           | Samuel Bodman       | 1 de agosto de 2004      | 31 de enero de 2005     | John W. Snow          | George W. Bush |
| 11  |                           | Robert M. Kimmitt   | 16 de agosto de 2005     | 20 de enero de 2009     | John W. Snow          | George W. Bush |
| 11  | Henry Merritt Paulson Jr. | Robert M. Kimmitt   | 16 de agosto de 2005     | 20 de enero de 2009     |                       | George W. Bush |
| 12  |                           | Neal S. Wolin       | 18 de mayo de 2009       | 31 de agosto de 2013    | Timothy Geithner      | Barack Obama   |
| –   |                           | Mary J. Miller      | 31 de agosto de 2013     | 19 de marzo de 2014     | Jack Lew              | Barack Obama   |
| 13  |                           | Sarah Bloom Raskin  | 19 de marzo de 2014      | 20 de enero de 2017     | Jack Lew              | Barack Obama   |
| –   |                           | Sigal Mandelker     | 26 de junio de 2017      | 12 de diciembre de 2018 | Steven Mnuchin        | Donald Trump   |
| 14  |                           | Justin Muzinich     | 12 de diciembre de 2018  | 20 de enero de 2021     | Steven Mnuchin        | Donald Trump   |
| 15  |                           | Wally Adeyemo       | 26 de marzo de 2021      | en el cargo             | Janet Yellen          | Joe Biden      |